# Drijfhout (afval)

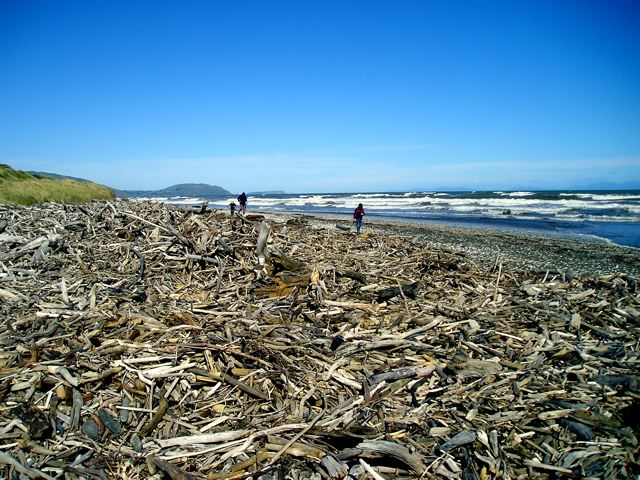
Een grote massa drijfhout op het strand bij Poirua, Nieuw-Zeeland.

Drijfhout is hout dat is aangespoeld op het strand of een rivieroever door toedoen van wind, golven en het tij. Het is in sommige gevallen maar niet altijd een vorm van zeeafval.
In sommige gebieden komt drijfhout in grote mate voor. Drijfhout wordt als het nog in het water drijft door veel vissen en andere zeedieren gebruikt als schuilplaats en voedselbron. Paalwormen en bacteriën breken het hout af en zetten het om in voedingsstoffen die zo terugkeren in de voedselketen. Aangespoeld drijfhout kan door onder andere vogels en planten worden gebruikt als schuilplaats. Ook kan drijfhout de fundatie vormen voor duinen.

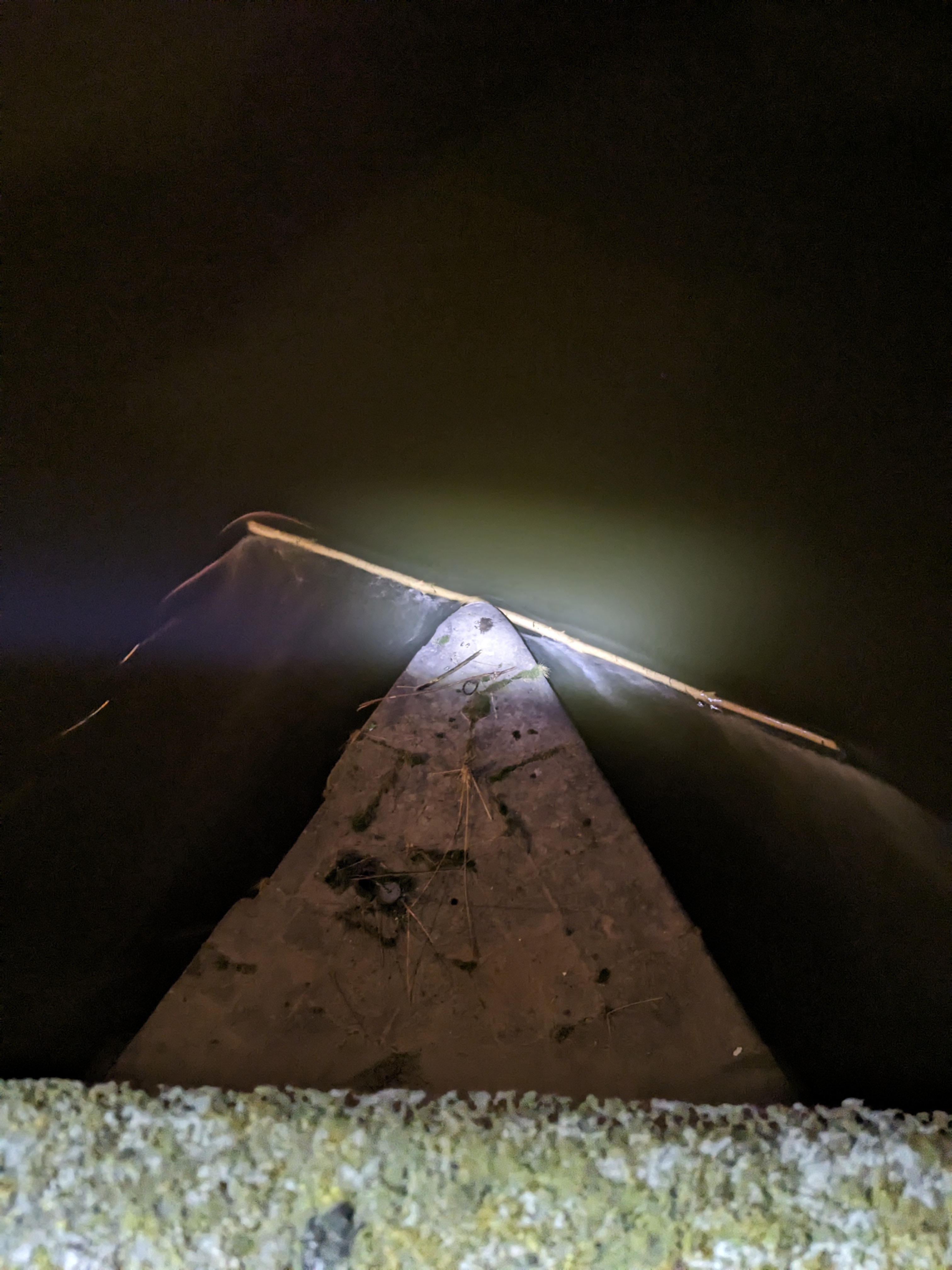
Een stok drijfhout in balans in de rivier Main

Drijfhout kan soms flinke schade veroorzaken indien snelle veerboten per ongeluk een drijvende boomstronk of een dwarsligger raken. Daarom wordt drijfhout in de Theems actief verzameld en verwijderd.

## Achtergrond

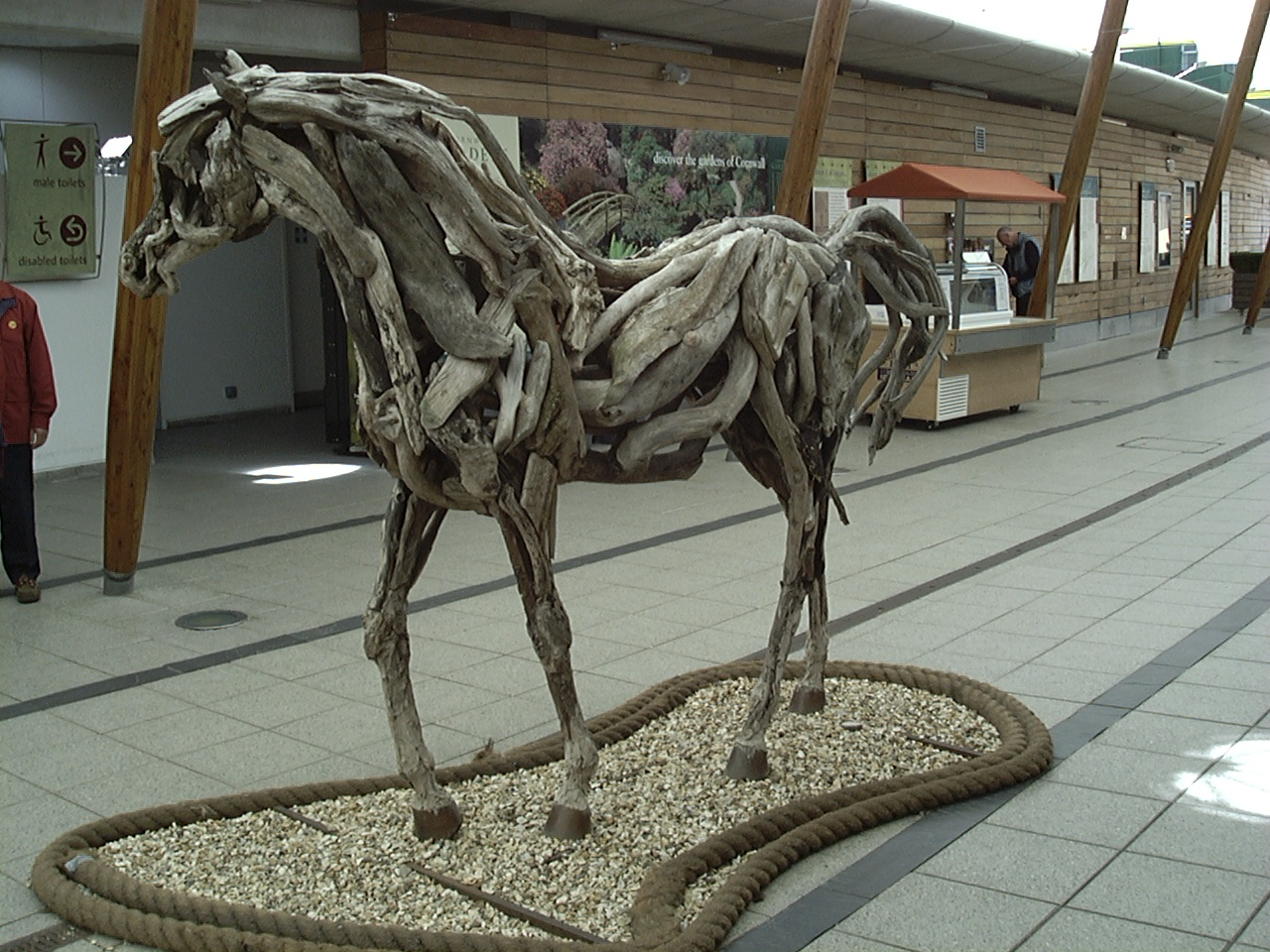
Beeld van een paard, geheel gemaakt van drijfhout

Volgens Noorse mythologie zouden de eerste mensen, Ask en Embla, zijn geschapen uit drijfhout door de god Odin.
Drijfhout dat werd meegevoerd door de rivieren en zeestromingen in de Arctis was de primaire, en soms zelfs enige, bron van hout voor de Inuit en ander volkeren in dit gebied, totdat ze in contact kwamen met Europeanen. 
Drijfhout wordt tegenwoordig vaak gebruikt voor decoratief meubilair of kunstwerken. Tevens is het populair als onderdeel voor aquariums. 